# Çatbayır, Bahçesaray
Çatbayır là một xã thuộc thành phố Bahçesaray, tỉnh Van, Thổ Nhĩ Kỳ. Dân số thời điểm năm 2011 là 1.306 người.